# Domenico Maria Novara da Ferrara
Domenico Maria Novara (Ferrara, 1454 – Bologna, 1504) è stato un astronomo italiano, professore all'Università di Bologna per 21 anni. Fu anche un astrologo.
Dopo la sua morte, divenne famoso per essere stato l'insegnante di Niccolò Copernico. Copernico iniziò come studente di Novara e poi divenne suo assistente e collaboratore. Novara, a sua volta, ha dichiarato che il suo insegnante fu il famoso astronomo Regiomontano, che fu, una volta, il pupillo di Georg von Peuerbach.
La maggior parte delle opere di Novara sono perdute tranne alcuni almanacchi astrologici, scritti per l'Università. Comunque, come è ricordato nel De revolutionibus orbium coelestium di Copernico (che fu pubblicato nel 1543 molto dopo la morte di Novara), il 9 marzo 1497 Novara fu testimone della prima osservazione di Copernico. Entrambi furono ricordati come libere menti e libere anime, e Novara credette che le sue scoperte avrebbero scosso l'inamovibile sistema geocentrico di Tolomeo.